# Бородюк Олександр Генріхович
Олександр Генріхович Бородюк (рос. Александр Генрихович Бородюк, нар. 30 листопада 1962, Воронеж) — радянський та російський футболіст, що грав на позиції півзахисника. По завершенні ігрової кар'єри — російський футбольний тренер. Заслужений майстер спорту СРСР (1989), заслужений тренер Росії (2009). У складі олімпійської збірної СРСР — олімпійський чемпіон.

## Клубна кар'єра
Народився 30 листопада 1962 року в місті Воронеж. Вихованець футбольної школи клубу «Факел» (Воронеж). Дорослу футбольну кар'єру розпочав 1979 року в основній команді того ж клубу.
Коли прийшов час іти в армію, перейшов у вологодське «Динамо», звідки через рік його перевели в Москву. По закінченні терміну служби залишився в столичному «Динамо» на надстрокову службу, отримавши звання молодшого лейтенанта. Разом з клубом став володарем кубку СРСР. Двічі ставав найкращим бомбардиром чемпіонату СРСР.
З приходом в «Динамо» Анатолія Бишовця перестав потрапляти в основний склад і поїхав грати у Німеччину за «Шальке 04», де став найкращим бомбардиром клубу.
Разом з «Фрайбургом», в який перейшов 1994 року, став бронзовим призером Бундесліги. Крім того, Олександр став єдиним з росіян, хто за підсумками сезону увійшов у трійку найкращих футболістів. Також Бородюк вписав своє ім'я в історію німецького футболу, ставши автором тридцятитисячного м'яча Бундесліги. З листопада 1995 року виступав за Ганновер 96 у Другій Бундеслізі, з яким підписав контракт до кінця сезону.
Повернувшись у Росію у віці 34 років, як і раніше, міг скласти конкуренцію молодим гравцям і був запрошений Юрієм Сьоміним у «Локомотив», разом з яким виступав у півфіналі Кубка кубків, вигравав Кубок Росії і, забивши сотий м'яч у чемпіонатах країни, став членом клубу Григорія Федотова.
1999 року недовго грав за «Торпедо-ЗіЛ», після чого завершив кар'єру гравця в самарських «Крилах Рад» у віці 39 років.

## Виступи за збірні
З 1987 по 1988 рік захищав кольори олімпійської збірної СРСР. У складі цієї команди провів 6 матчів, забив 1 гол і став переможцем футбольного турніру на Олімпійських іграх 1988 року у Сеулі.
21 лютого 1989 року дебютував в офіційних матчах у складі національної збірної СРСР в товариській грі проти збірної Болгарії, в якій відзначився голом і допоміг своїй збірній перемогти з рахунком 2:1. 28 червня 1989 року брав участь у неофіційній грі збірної СРСР проти збірної «Зірок світу» (3:3), в якій також забив 1 гол.
Наступного року був включений до заявки збірної на чемпіонат світу 1990 року в Італії, де зіграв лише в останньому матчі групового етапу проти збірної Румунії, який завершився поразкою 0:2, що не дозволила радянській збірній вийти з групи.
Всього протягом кар'єри у національній збірній СРСР, яка тривала три роки, провів у формі головної команди країни лише 7 матчів, забивши 1 голів.
Після розпаду СРСР став виступати за збірну Росії. Перший матч — 28 жовтня 1992 року проти збірної Люксембургу. У складі збірної був учасником чемпіонату світу 1994 року у США, на якому зіграв у двох матчах проти Бразилії та Швеції, проте обидва були програні росіянами й збірна не пройшла груповий етап.
Всього за збірну Росії провів вісім матчів і забив чотири голи, причому три з них — 2 лютого 1994 року у матчі проти збірної Мексики (4:1).

## Кар'єра тренера

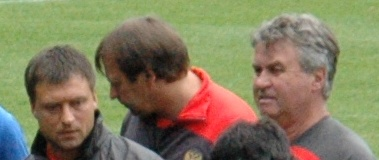
Ігор Корнеєв, Бородюк і Гус Гіддінк під час Євро-2008

Розпочав тренерську кар'єру невдовзі по завершенні кар'єри гравця, 2001 року, працюючи асистентом Олександра Тарханова у тренерському штабі клубу «Крила Рад» (Самара).
З 2002 року був помічником Юрія Сьоміна у збірній Росії, а після того, як збірна не змогла вийти на ЧС-2006, Сьоміна було звільнено й Олександр Бородюк став виконувати обов'язки головного тренера збірної Росії з 1 січня по 9 липня 2006 року. Керував командою лише у двох товариських матчах: проти збірних Бразилії (0:1) та Іспанії (0:0). З літа працював помічником Гуса Гіддінка, а пізніше — Діка Адвоката. Крім того, з 6 грудня 2005 року очолював молодіжну збірну Росії
3 липня 2012 року завершив свою тривалу роботу в РФС, оскільки 25 червня 2012 року був призначений спортивним директором московського «Динамо» та не міг суміщати обидві посади одночасно. Проте вже через чотири місяці залишив посаду через розбіжності з головним тренером команди Даном Петреску.
6 червня 2013 року призначений спортивним директором «Торпедо», а після звільнення Бориса Ігнатьєва і Володимира Казакова став головним тренером команди, оскільки у в.о. головного тренера Миколи Савичева не було ліцензії Pro, необхідної для керівництва командою у ФНЛ. Пропрацював на цій посаді до червня 2014, в якому завершився його контракт із «Торпедо», який він вирішив не подовжувати.
Згодом продовжив тренерську кар'єру в Казахстані — з кінця 2015 до квітня 2016 був головним тренером «Кайрата», а 27 лютого 2017 року очолив тренерський штаб національної збірної Казахстану, уклавши трирічний трнерський контракт. Під його керівництвом команда провела сім ігор в рамках відбору на ЧС-2018, в яких не здобула жодної перемоги, програвши шість з них. Результати його роботи були офіційно визнані у січні 2018 року незадовільними, після чого тренер пішов у відставку.

## Титули і досягнення

### Командні
- Олімпійський чемпіон: 1988
- Срібний призер чемпіонату СРСР: 1986
- Володар Кубка СРСР: 1984
- Найкращий бомбардир чемпіонату СРСР: 1986, 1988
- Бронзовий призер чемпіонату Німеччини: 1995
- Бронзовий призер чемпіонату Росії: 1998
- Володар Кубка Росії: 1997
- списках 33 найкращих футболістів сезону в СРСР: № 2 — 1986; № 3 — 1988

### Особисті
- Найкращий бомбардир чемпіонату СРСР: 1986 (21), 1988 (16)[7]